# Cupaniopsis newmanii
Cupaniopsis newmanii es una especie de árbol perteneciente a la familia de las sapindáceas. Es originaria de Australia.

## Descripción
Es un pequeño arbusto o árbol pequeño, por lo general no ramificado; con ramitas marrón aterciopeladas, la hoja de raquis finamente pilosas o glabras. Las hojas de 35-45 cm de largo, folíolos 16-24, oblongo-elípticos a oblanceolados, de 6-13 cm de largo y 2.5-5 cm de ancho, ápice acuminado, los márgenes dentados irregularmente, coriáceas, glabras en ambas superficies o menor superficie finamente peludas; pecíolo 8-15 cm de largo, peciólulos 8.30 mm de largo. Las inflorescencias en panículas de 10-20 cm de largo, pedicelos de 1-3 mm de largo. Cáliz 5-7 mm de largo. Pétalos de c. 2,5 mm de largo, de color rosado. El fruto es una cápsula ± sésil, obovoide, de 18-24 mm de largo, y 16-27 mm de ancho; arilo cupular  amarillo.

## Distribución y hábitat
Crece en los márgenes y en la selva cálida, al norte de Mullumbimby en Nueva Gales del Sur.

## Taxonomía
Cupaniopsis newmanii fue descrita por S.T.Reynolds y publicado en Austrobaileya 2: 49, en el año 1984.